# Die Vollidioten
Die Vollidioten. Ein historischer Roman aus dem Jahr 1972 ist der 1973 erschienene Debütroman des deutschen Schriftstellers Eckhard Henscheid. Die Vollidioten bilden den ersten Teil von Henscheids Trilogie des laufenden Schwachsinns, die außerdem die Romane Geht in Ordnung – sowieso – – genau – – – (1977) und Die Mätresse des Bischofs (1978) enthält. Die Vollidioten galten im linksintellektuellen Milieu der 1970er Jahre der Bundesrepublik als Kultbuch und wurden seither regelmäßig neu aufgelegt.

## Entstehungsgeschichte
Die Vollidioten erschienen zunächst nur als Subskriptionsausgabe: Henscheid hatte 1972 per Inserat über 2000 Subskribenten versammelt, die jeweils zehn Mark überwiesen, um das Buch vorzubestellen. Der Autor versprach in seiner Ankündigung einen Roman, in dem „eine Frankfurter Minorität“ geschildert werde, die „ungeheuer banale Liebesszenen abzieht“: ein Versprechen, das Henscheid einhielt. Der Schriftsteller Martin Mosebach schreibt, das Buch sei „ein Schlüsselroman aus dem Milieu der leicht promiskuitiven, alkoholseligen, arbeitsscheuen Wohngemeinschaftswelt“ mit einem „eigentümlich verträumte[n] Personal, das in einer für diese Jahre verblüffenden Politikabgewandtheit in einem Limbus absurditätsgetränkter Zeitlosigkeit herumruderte“. Die Handlung des Romans spielt in Frankfurt-Nordend und handelt im Kern von der Liebesgeschichte zwischen Herrn Jackopp und Fräulein Czernatzke. Das Buch wird aber im Wesentlichen durch die Stimme des Ich-Erzählers getragen, „die Ereignisarmut bücherfüllend macht“ und „von der variantenreichen und sprachgewaltigen Ausschmückung des Retardierenden“ lebt.
Zahlreiche Personen aus dem Umfeld des Autors sind im Roman – teilweise unter echtem, teilweise unter veränderten Namen – mehr oder weniger verfremdet dargestellt, darunter Elsemarie Maletzke als „Fräulein Czernatzke“ und der Schriftsteller Wilhelm Genazino als „Herr Domingo“, Alfred Edel, Daniel Cohn-Bendit und Alice Schwarzer werden erwähnt. Von den Mitgliedern der Neuen Frankfurter Schule treten – neben dem Ich-Erzähler Eckhard Henscheid – Robert Gernhardt, Chlodwig Poth, Hans Traxler und Bernd Eilert auf. Der einzige Vertreter der älteren Frankfurter Schule, der im Roman gesichtet wird, ist Max Horkheimer: er tritt im vorletzten Kapitel als Tattergreis in Erscheinung, der sich am Glücksspielautomaten der Gaststätte Mentz erhebliche Summen ergaunert, indem er Bier in dessen Räderwerk gießt, und darauf des Hauses verwiesen wird. Unvorteilhaft wird er vom Gastwirt Mentz mit Adorno verglichen, dem er einst ohne Bedenken zwanzig Mark geliehen habe.
Der Titel bezieht sich auf Dostojewskis Roman Der Idiot.

## Inhalt
→ Frankfurt am Main. Eckard Henscheid Die Vollidioten

## Rezeption
Die Vollidioten wurde für die fünfte Staffel der Veranstaltungsreihe Frankfurt liest ein Buch ausgewählt, die mit ca. 50 Veranstaltungen vom 31. März bis zum 13. April 2014 im Frankfurter Raum stattfand.

## Ausgaben
(Auswahl)
- Die Vollidioten. Ein historischer Roman aus dem Jahr 1972. Selbstverlag (Druck und Ausführung: Flierl-Druck Amberg), ohne Jahr (1973). 187 S.
- Die Vollidioten. Ein historischer Roman aus dem Jahr 1972. Mit Zeichnungen der Originalschauplätze von F. K. Waechter. Zweitausendeins, Frankfurt am Main 1978, zahlreiche Neuauflagen, teilweise im Schuber mit den anderen beiden Romanen der Trilogie und einem Zusatzband Erläuterungen und kleiner Kommentar
- Gesammelte Werke in Einzelausgaben. Romane. 1. Die Vollidioten.  Geht in Ordnung – sowieso – – genau – – –. Zweitausendeins, Frankfurt am Main 2003, ISBN 3-86150-475-8.

Hörbuch
Das Buch wurde 2004 als Hörbuch von Hanns Zischler eingelesen.